# Key Word Protocol 2000
KWP2000 (Key Word Protocol 2000) je diagnostický protokol automobilů, definován v normě ISO 14230. Využívá se zejména ve vozidlech od roku 1998 dále.
Snahou výrobců automobilů bylo po rozšíření digitální diagnostiky sjednotit komunikační protokoly. Za tímto účelem vznikl standard ISO 14230. Ten definuje fyzickou vrstvu kompatibilní s ISO 9141, redefinuje způsob inicializace komunikace (tzv. slowinit), zavádí novou metodu rychlé inicializace komunikace (tzv. fastinit), definuje formát přenášených dat a základní příkazy pro komunikaci.

## Příkazy
- Příkazy na synchronizaci komunikace a nastavení parametrů
- Identifikační služby ECU
- Čtení paměti závad, mazání chyb, freeze frame
- Čtení měřených hodnot
- Spouštění testu akčních členů
- Spouštění doplňkových funkcí (nastavení parametrů ECU apod.)
- Aktualizace firmware ECU

Formát dat jednotlivých příkazů je ve většině případů ponechán volbě implementace.

## KWP2000 Flasher
Termínem KWP2000 je také označován program sloužící k aktualizaci firmware řídicích jednotek a tzv. chiptuningu. Aktualizace
firmware u většiny ECU probíhá prostřednictvím protokolu KWP2000.